# System ociepleniowy
Niektóre z zamieszczonych tu informacji wymagają weryfikacji.
Dokładniejsze informacje o tym, co należy poprawić, być może znajdują się w dyskusji tego artykułu.
 Po wyeliminowaniu niedoskonałości należy usunąć szablon [[Szablon:Dopracować|]] z tego artykułu.
System ociepleniowy (w odniesieniu do ociepleń metodą mokrą; tutaj dokładnie lekką-mokrą) – kompletny zestaw materiałów budowlanych do wykonania izolacji cieplnej budynku wraz z wykończeniem powłoką tynkarską. 
Ocieplenie polega na zamocowaniu materiału termoizolacyjnego (najczęściej w postaci płyt) do ścian budynku (od zewnątrz). Płyty termoizolacyjne mogą być wykonane ze styropianu, polistyrenu ekstrudowanego, czy też wełny mineralnej. Przykleja się je za pomocą zaprawy klejowej i dodatkowo mocuje się mechanicznie kołkami (jeśli zachodzi taka potrzeba). Na materiał izolacyjny konieczne jest nałożenie warstwy zaprawy zbrojonej siatką, na przykład z włókna szklanego. Ta warstwa ma za zadanie przenieść powstające w ustroju naprężenia, które mogłyby spowodować rysowanie się warstwy wykończeniowej (powłoki tynkarskiej). Naprężenia te mogą powstawać w wyniku zmian temperatury, siły wiatru i tym podobnych, a także drgań konstrukcji budynku. Na tak przygotowany podkład nakładany jest zazwyczaj podkład tynkarski i następnie tynk cienkowarstwowy, lub też bezpośrednio tynk (o ile taką sytuacje dopuszcza/narzuca dany system). Tynk chroni układ ociepleniowy (a przez to ściany zewnętrzne i wnętrze budynku) przed działaniem czynników atmosferycznych (np. promieniowanie ultrafioletowe, wiatr, deszcz).

## Zalety
- możliwość docieplania istniejących już budynków, szczególnie wykonanych z wielkiej płyty
- łatwość w uzyskaniu dobrych parametrów cieplnych w technologii muru dwuwarstwowego lub wielowarstwowego.

## Wady
- elewacja wrażliwa na uszkodzenia mechaniczne
- droższa elewacja (droższe tynki)

Duża przewaga zalet nad wadami sprawiła, że w XXI wieku masowo zaczyna się docieplać bloki z wielkiej płyty oraz masowo rozpowszechniła się technologia murów dwuwarstwowych w budownictwie jednorodzinnym. 
Cienkowarstwowe tynki zewnętrzne mogą być wykonane z różnych materiałów. Występują na rynku tynki mineralne, akrylowe, silikatowe, silikonowe i mieszanki tych tynków, na przykład akrylowo-silikonowe.
Niektóre tynki wymagają malowania, gdyż są zbyt chłonne.
Każdy z tynków ma swoje wady i zalety.
- Tynki mineralne są tanie i naturalne, ale zamakają od wody i są słabsze mechanicznie. Mają ograniczone możliwości barwienia, wrażliwe na porastanie przez algi i mchy.
- Tynki akrylowe są łatwe w barwieniu i trwałe. Niestety mają wadę w postaci słabej paroprzepuszczalności oraz małej odporności na porastanie alg i mchów.
- Tynki silikatowe są nieco droższe niż akrylowe, za to są odporne na porastanie alg. Są mniej elastyczne niż akrylowe, ale są bardzo trwałe i dobrze „oddychające”.

Tynki silikonowe mają wiele zalet, ale są dość drogie.